# Содавил (град, Орегон)
Содавил (на английски: Sodaville) е град в окръг Лин, щата Орегон, САЩ. Содавил е с население от 290 жители (2000) и обща площ от 0,8 km². Намира се на 150 m надморска височина.